# Assar Lindbeck
Carl Assar Eugén Lindbeck, né le 26 janvier 1930 à Luleå et mort le 28 août 2020 à Stockholm,, est un professeur d'économie suédois, enseignant à l'université de Stockholm et au Research Institute of Industrial Economics (IFN). Il est également connu en tant qu'artiste.

## Économiste

### Travaux sur l’économie
Lindbeck a effectué des travaux sur le chômage. On lui doit notamment, en collaboration avec Denis Snower, la théorie des insiders-outsiders, publiée en 1988 et qui permet d'expliquer certaines rigidités à l'embauche sur le marché du travail.
Il a également publié des recherches sur l'État-providence et l'effet de l'évolution des normes sociales. Selon lui, le système de protection sociale érode les normes liées au travail et aux responsabilités : un changement dans l'éthique du travail est liée à une dépendance croissante dans les institutions de l'État-providence.
Il a aussi publié des travaux sur la réforme de l'économie et les changements sociaux en Chine.
Il a par ailleurs contribué à la théorie des cycles politico-économiques en améliorant le modèle de William Nordhaus
Il est connu des étudiants d'économie pour son mot : « L’encadrement des loyers semble être la technique la plus efficace qu’on connaisse actuellement pour détruire une ville, à part le bombardement ».

### Biographie
En 1963, Lindbeck a obtenu son Ph.D. à l'université de Stockholm avec une thèse intitulée A study in monetary analysis.
Jusqu'à 1995, Lindbeck a dirigé l'Institute for International Economic Studies (IIES) à l'université de Stockholm. Depuis 1995, il partage son temps entre l'IFN et l'IIES.
En 1992 et 1993, il a dirigé la commission dite « Lindbeck », nommée par le gouvernement suédois afin de proposer des réformes sur la crise économique alors en cours.
Lindbeck est membre de l'Académie royale des sciences de Suède et de l'Académie norvégienne des sciences et des lettres.
De 1980 à 1994, il a aussi présidé le comité du prix de la Banque de Suède en sciences économiques en mémoire d'Alfred Nobel.

## Artiste
Lindbeck a présenté ses œuvres dans de petites expositions à Stockholm. Ses peintures sont généralement introspectives.